# グアジャティリ
グアジャティリ（Guallatiri）は、チリ北部のアリカ・イ・パリナコータ州に位置する複合火山または成層火山である。火山はボリビアとの国境に近いアンデス山脈内に存在し、南アメリカのアンデス火山帯に含まれる4つの火山帯の内の1つである中部火山帯に属している。
火山の標高は6,060メートルまたは6,071メートルに達し、山頂付近には氷冠と多数の噴気孔が見られる。山体は厚い溶岩流と溶岩ドーム、さらにテフラの層などで構成され、モレーンなどの氷河堆積物も火山の大部分を覆っている。火山岩の組成は安山岩から流紋岩の範囲に及んでいるが、主体となっている岩石はデイサイトである。
およそ2600年前に大規模な噴火が起こり、有史以降も詳細な記録には乏しいものの火山活動は活発である。噴気活動は今日においても続いており、火山には硫黄やその他の鉱物が堆積している。一方で山頂付近の氷冠は20世紀から21世紀にかけて縮小を続け、その結果として複数の氷体に分裂している。グアジャティリは周辺のいくつかの火山とともにラウカ国立公園の一部を構成しており、2013年以降はチリ地質鉱業局が火山の活動を監視している。

## 名前の由来
グアジャティリ（Guallatiri）という名前はアイマラ語で「大量のアンデスガン」を意味するワジャティリ（Wallatiri）に由来しており、地域内で頻繁にアンデスガンが現れることからこのように呼ばれている。他の呼称と表記については、ワジャティリ（Huallatiri）、ワジャティレ（Huallatire）、グアジャティレ（Guallatire）、そして同じアイマラ語に由来するプナタ（Punata）などがある。

## 地理と地形
グアジャティリはチリのアリカ・イ・パリナコータ州パリナコータ県に位置し、チュンガラ湖からは南方、別の火山であるカプラタからは西方へ4キロメートルの地点に立っている。カプラタはウムラタとアコタンゴとともにネバドス・デ・キムサチャタと呼ばれる火山群を構成しており、グアジャティリもこの火山群の一部とみなされる場合がある。古い火山であるウムラタとアコタンゴは激しい侵食を受けているものの、カプラタは比較的形状がよく保たれている。グアジャティリはアルティプラーノの西の境界となっているより大規模な山系であるオクシデンタル山脈の一部を構成している。
グアジャティリから南西へ9.5キロメートルに位置する火山に最も近い集落である（火山と同じ名前を持つ）グアジャティリには17世紀に起源を持つ教会があり、チリ森林公社の監視所も存在する。火山の周辺には他にもアンクタ、カルボニレ、チュリグアヤなどの集落があるが、グアジャティリを含むこれらの集落の人口は2017年の時点でいずれも25人に満たない。県都のプトレは火山から北西へ55キロメートルの位置にあり、そこからさらに西へ130キロメートル向かった太平洋岸にはアリカの町がある。地域内の経済活動にはボリビアとの国境であるタンボ・ケマドを往来する交通、農業、畜産業、観光業、そしてグアジャティリへの登頂を含む登山などがある。地域内の他の山々とは異なり、グアジャティリの山頂では考古学的な遺跡は発見されていない。これは山頂付近が恒常的に氷に覆われていることや絶え間ない火山活動に原因があると考えられている。チリとボリビアの国境はグアジャティリの北東の近い場所に位置しているネバドス・デ・キムサチャタに沿って走っている。また、この火山は辺境地帯に存在するため、火山について知られていることは多くない。

### 地形

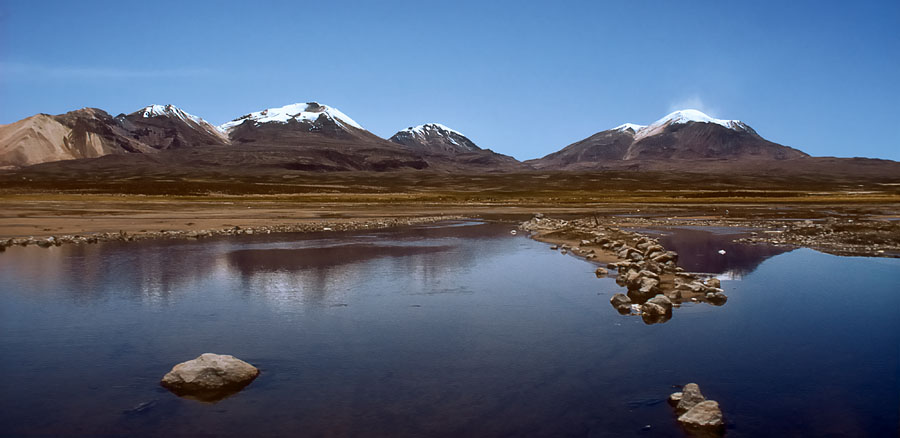
右端がグアジャティリ、その左側が（左端から）ウムラタ、アコタンゴ、カプラタで構成されるネバドス・デ・キムサチャタ火山群。

グアジャティリの標高は主に6,060メートルとしている資料と、6,071メートルとしている資料がある。ただし、これらの標高より高いと主張している資料も存在する。この火山は複合火山、または溶岩ドーム（あるいは溶岩複合体）や岩頸などの構造を含む対称性を持つ円錐形の成層火山である。
火山は溶岩ドーム、溶岩流、テフラ、そして火山灰などから構成されている。火山の面積はおよそ85平方キロメートル、総体積はおよそ50立方キロメートルであり、周囲の地形からの高さはおよそ1,700メートルに達する。グアジャティリの厚い溶岩流はあらゆる方角に噴出しているが、特に北側と西側の山腹において顕著に見られる。溶岩流の厚さは230メートル、長さは8キロメートルに達する。溶岩流は浸食が激しいものでもローブ状の外観を保っており、その他にも波状、あるいは土手状に迫り上がった地形、多角形の地割れ、さらには大きな岩塊が散らばっている地表なども見られる。南側と南西側の山腹にはブロック・アンド・アッシュ・フローの発生に伴って形成された扇状地が見られ、一方でテフラの堆積物は主に火山の東側と南側の領域で見られる。凝灰岩と火砕流堆積物は山頂周辺と火山から広がる放射状の谷の双方に存在するが、火山の南西側で見られるこれらの堆積物の一部はゆっくりとした再移動を伴ったものであると考えられている。さらに、火山岩だけでなく氷河堆積物も火山の大部分を覆っており、マスムーブメントの痕跡も見られる。
火山の南側にはそれぞれドモ・ティントとドモ・スールと名付けられている溶岩ドームが存在するが、グアジャティリの山腹にはこれらの溶岩ドーム以外に火口の姿は見られない。ドモ・ティントの幅と高さはそれぞれ100メートルであり、ドモ・ティントの南西1.5キロメートルに位置するドモ・スールは120メートルの高さと750メートルの幅を持っている。ドモ・ティントは小高い地形でパンケーキのような外観をしている。
グアジャティリには冷泉と温泉の両方が存在し、地下水がマグマ系と相互作用していることを示している。これらの温泉の内の一つはグアジャティリの北西の麓の集落であるチリグアヤに近い小さな池で沸き立っており、温度は48 °Cと測定されている。また、この温泉には湯の華も堆積している。火山から流れ出ているいくつかの小川は最終的にチュンガラ湖かラウカ川に注ぎ込んでいる。

### 氷河
山体の標高5,500メートルから5,800メートルより上部の領域は氷に覆われている。2017年時点におけるグアジャティリの氷冠の面積は0.796平方キロメートル、体積は0.026立方キロメートルである。しかし、面積は1988年から2017年にかけて年間0.07平方キロメートルの割合で減少しており、その結果として氷冠はいくつかの別々の氷体に分裂している。地理学者のアンドレス・リベラらによる2005年の研究によれば、噴気孔から放出される熱が氷の融解を促進させた可能性がある。
グアジャティリの氷河堆積物は標高4,650メートル以上の領域でおよそ80平方キロメートルの面積を覆っており、山腹に存在するいくつかのモレーンは長さ2キロメートル、厚さは15メートルに達する。火山の氷河は1万3500年前から8900年前にかけて最大の面積に達したが、これは2万1000年前から1万9000年前にピークを迎えた世界的な最終氷期極大期とは異なっている。この違いは地域内における氷河の広がりが気温の低下よりも水分の供給の増加に対して敏感であり、最終氷期極大期の気候が氷河の形成を促すには乾燥し過ぎていたことに起因すると考えられている。これらの氷河の一部は現在に至る完新世の間も存在しており、このことは完新世に形成されたドモ・ティントの溶岩ドームに氷河による侵食の痕跡が見られることからも確認できる。また、ドモ・ティントは部分的にモレーンにも覆われている。
火山岩の層はモレーンのような氷河堆積物の上部にも下部にも見られる。古い火山岩では氷河擦痕が確認でき、一方で山体の下部に存在する火山弾は氷河によって運ばれてきた可能性がある。

## 地質学的特徴

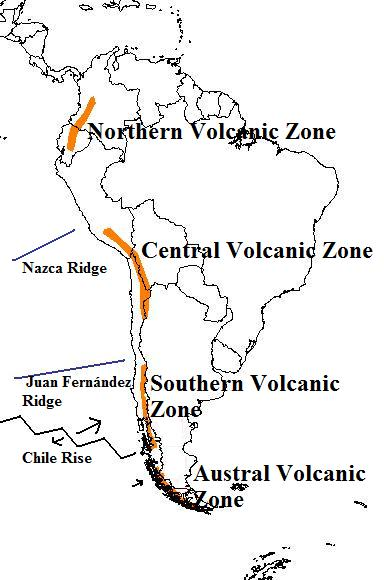
アンデス火山帯を構成する4つの火山帯を示した地図

南アメリカの西海岸沖ではナスカプレートが南アメリカプレートの下に年間およそ7センチメートルから9センチメートルの速度で沈み込んでいる。この沈み込みの運動が過去2500万年の間にアルティプラーノの形成を促し、アンデス山脈で火山活動を発生させる要因となっている。
アンデス山脈では4つの火山帯（北部火山帯、中部火山帯、南部火山帯、およびアウストラル火山帯）に分かれたアンデス火山帯が活動している。この内、中部火山帯はペルー南部、チリ北部、ボリビア西部、およびアルゼンチン北西部にまたがる長さ1,500キロメートルに及ぶ火山列を形成している。この火山帯にはグアジャティリを含む58の活火山あるいは活動している可能性のある火山が存在し、その内33の火山はチリ国内に位置している。中部火山帯において最も活発に活動している火山はラスカルであり、1993年にはチリ北部における有史以降で最大の噴火を起こした。
グアジャティリは漸新世から鮮新世にかけて形成された火山岩と堆積岩の上に築かれており、これらの岩石はルピカ層とラウカ層を形成している。ルピカ層はラウカ層より古く、主に火山岩からなり、一方でラウカ層は盆地内と部分的に氷河によって削られた場所に形成された火山岩と堆積岩からなっている。また、先カンブリア時代後期から古生代にかけて形成された岩石が火山の基盤を形成している。さらに、第四紀に地域内の地殻変動が活発であったことを示す証拠も存在する。

### 組成
グアジャティリの主要な岩石の組成はデイサイトを含む安山岩から流紋岩までの範囲であり、中でも支配的な岩石はデイサイトである。山頂の溶岩ドームはデイサイトから構成されており、露頭で最も多く見られる岩石は粗面安山岩と粗面デイサイトである。これらの岩石はカリウムに富んだカルクアルカリ系列の岩石であり、地域内の他の火山と同様に角閃石、アパタイト、黒雲母、単斜輝石、カンラン石、および斜長石の斑晶を含んでいる。また、黒曜石の溶岩の火山弾も1つ発見されている。ドモ・ティントでは飛び地状に散在する苦鉄質岩が確認されており、これはかつて苦鉄質マグマがマグマ溜りに注入され、すでに存在していたマグマと混合する現象が起きていたことを示している。グアジャティリのマグマは分別結晶作用とマグマの混合過程を経て生み出されている。
噴気孔の活動によって火山には硬石膏、重晶石、辰砂、クリストバライト、石膏、石英、サッソライト、硫黄などの鉱物が堆積している。さらに、より希少ではあるものの方鉛鉱、雄黄、黄鉄鉱なども存在する。硫黄鉱床は火山の南側で見られ、黄色、オレンジ色、あるいは赤色を呈し、硫化ヒ素を伴っている場合もある。鉱床には同様にヨウ素、水銀、セレン、テルルなども含まれている。1942年に開催された第1回汎アメリカ鉱山工学・地質学会議の報告によれば、グアジャティリには約55パーセントの品位を持つおよそ80万メートルトン（79万ロングトン、88万ショートトン）の硫黄鉱石が存在する。また、グアジャティリは地域内のヒ素汚染の主要な発生源となっている可能性がある。

## 生物と気候

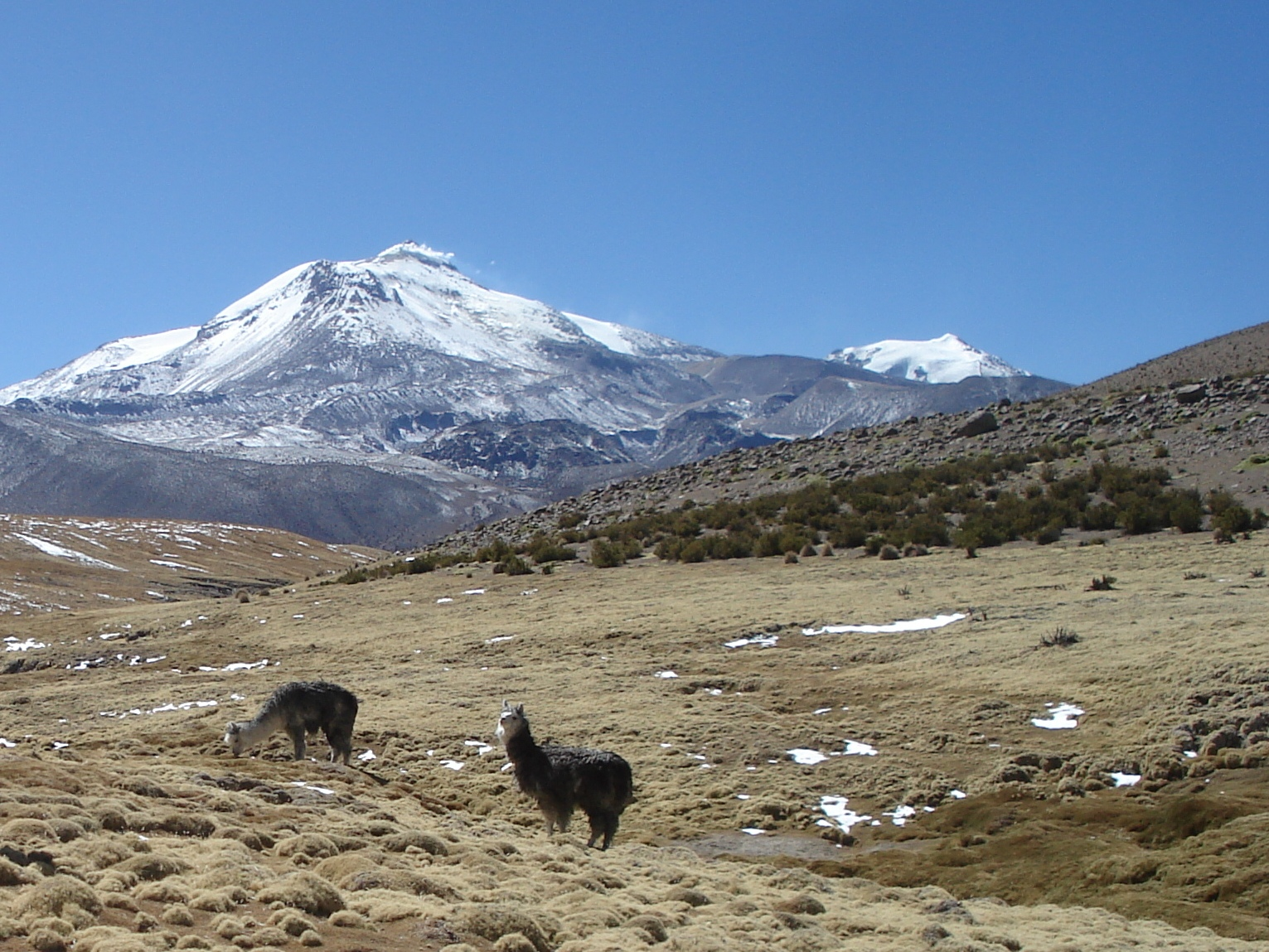
噴煙が上がっている様子が見えるグアジャティリ

グアジャティリはパリナコータ、ポメラペ、タアパカなどの周辺に存在するいくつかの火山とともにラウカ国立公園の一部を構成しており、グアジャティリ周辺の地勢に関しては湿地帯（スペイン語でボフェダレスと呼ばれる）や湖が地域内の生態系にとって高い重要性を占めている。火山の周辺地域の生物については、ラス・ビクーニャス国立保護区内の湿地帯を中心として、Arenaria rivularis、Calandrinia compacta、Dyeuxia curvula、Distichlis humilis、Lobelia oligophylla、Oxychloe andinaなどの植物種が生育している。一方で動物種については、アンデスフラミンゴ、アンデスカモメ、アンデスガン、オビバネカワカマドドリ、チリーフラミンゴ、コンドル、オニオオバン、コバシフラミンゴ、シトロンインコ、アンデストキ、ミツユビシギダチョウ、ヤマガモなどの鳥類の他、アルパカ、チンチラマウス、アカバナノロマウス、ヒメグリソン、リャマ、フサオデグー、オズグッドオオミミマウス、チンチラ、ビクーニャなどの哺乳類が生息している。グアジャティリにはPolylepis tarapacanaと呼ばれる低木の種が生い茂る森林があり、この低木は地球上で最も高い場所に存在する森林地帯を形成している。火山の上部は岩で覆われているが、標高5,500メートル付近まではパイオニア種（遷移の初期段階で裸地に侵入する植物）が生育している。
火山の周辺地域はツンドラ気候に属している。1997年から2017年にかけての年間降水量は平均でおよそ236ミリメートルであり、降水の大半は夏季にもたらされている。水分は主に大西洋とアマゾン方面からもたらされており、特にエルニーニョ・南方振動の影響によって寒冷化した時期には水分の供給が増加する。また、グアジャティリに生育する上述のPolylepis tarapacanaの年輪とそこから判明する年代は過去の気候の復元に利用されている。

## 噴火の歴史

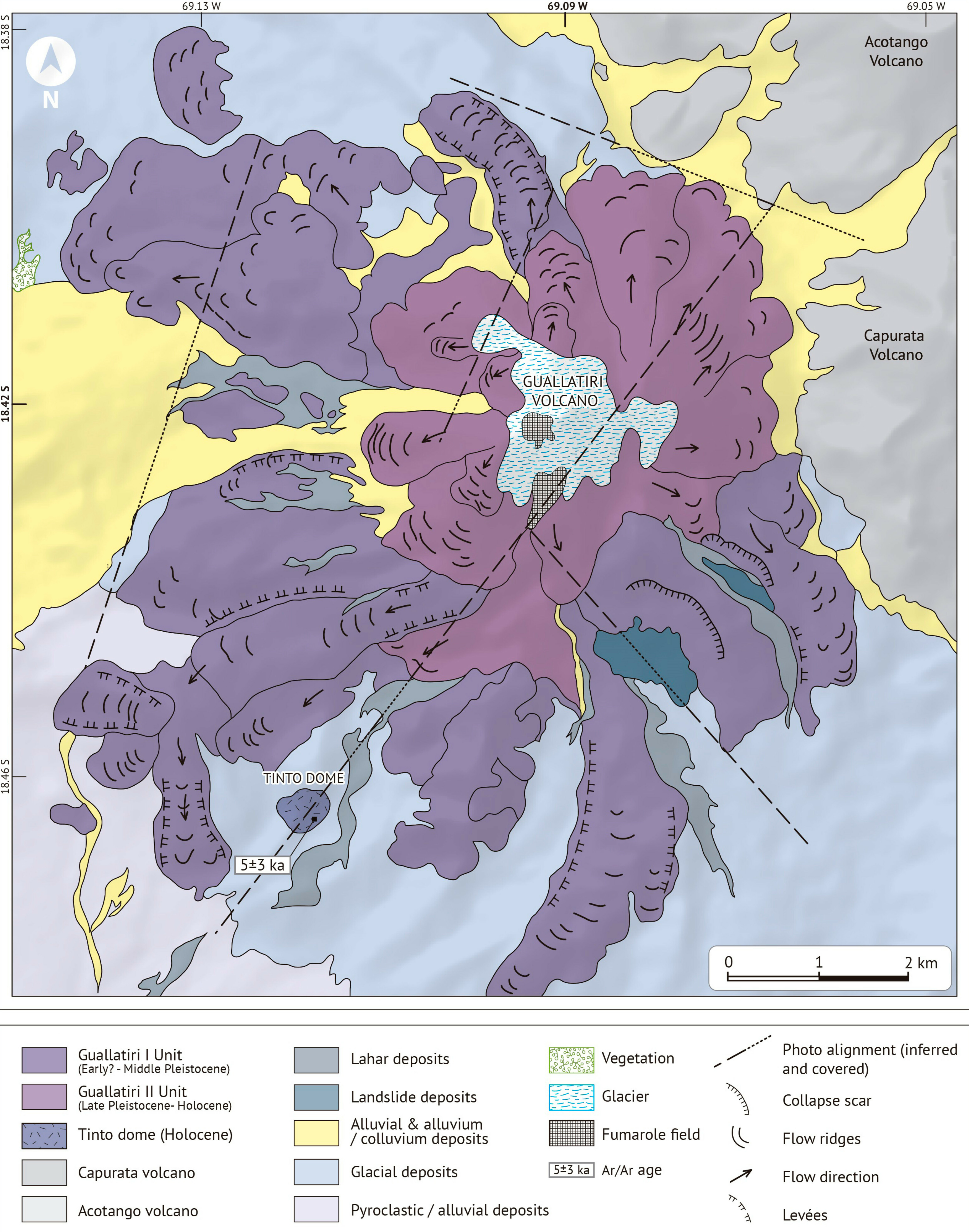
グアジャティリの地質図。紫が「グアジャティリⅠ」のユニット、赤紫が「グアジャティリⅡ」のユニット、黄色が沖積層と崩積層、水色が氷河堆積物を示している。

グアジャティリの火山活動はおよそ71万年前、または26万2000年前から13万年前の間に始まり、その後、更新世から完新世にかけて火山が成長した。グアジャティリのマグマの供給速度は1000年あたり0.19から0.36立方キロメートルであり、総マグマ供給量はパリナコータよりは少ないものの、ラスカルよりは多い。
地質学者のコンスタンサ・F・ホルケラらは2019年に公表した研究の中で火山の成長を2つの段階に分けて説明している。それによれば、最初の「グアジャティリI」の段階では安山岩質とデイサイト質の溶岩流によって成長し、激しく侵食された状態で火山の周辺に露出している火砕流堆積物も同じ時期に形成された。その後、火山の中央部の火口に近接してデイサイト質の「グアジャティリⅡ」が発達した。これは「グアジャティリⅠ」のユニットとは異なり氷河による侵食を受けておらず、溶岩流には今もなお流理構造が見られる。
一方で地質学者のホセ・パブロ・セプルベダらは2021年に発表した研究の中で6つの段階に別れた火山の成長段階を想定している。それによれば、すべての段階のユニットはグアジャティリの中央部の火口から噴出した物質によって構成されている。そしてこれらの段階の内、最初の4つの段階で形成された岩石は主に火山の周辺部で露出しており、最後の2つの段階で形成された岩石は火山の中央部に分布している。また、火山の周辺部は更新世に形成され、中央部は主に完新世に形成された。火山の溶岩流は形状をよく保っているものもあれば、氷に覆われているものもある。
グアジャティリでの完新世における最大の火山活動は、およそ2600年前に火山の南西方向へテフラと軽石を堆積させたプリニー式噴火または準プリニー式噴火であり、この時に形成された堆積物の厚さは火山から12キロメートルの地点で1.3メートルに達している。また、5000年±3000年前に起こったドモ・ティントの噴火のように非爆発性の噴火も存在し、この噴火では平坦な地表にローブ状の溶岩地形が形成された。さらに、1993年にラスカルで発生した噴火と同様の大規模な噴火がグアジャティリでも発生していた可能性も指摘されている。
火砕流堆積物はグアジャティリから10キロメートルの範囲に広がっている。放射性炭素年代測定の結果、これらの堆積物はBP6255年±41年からBP140年±30年にかけて形成されたことが分かっている。堆積物を形成した火砕流は溶岩ドームとは関連がなく、溶岩ドームに火砕流を起こしたことを示す崩壊の痕跡は見られない。ラハールの堆積物は火山の南側で見られるが、厚さは2メートルに満たない。ラハールに起因する堆積物は火山性物質が氷の融解や激しい降雨によって供給された水と相互作用することによって形成される。また、完新世にグアジャティリで発生したラハールの痕跡がいくつかの河谷で発見されている。

### 有史以降の活動
グアジャティリはチリ北部ではラスカルに次いで活発に活動している火山である。火山では19世紀以降数多くの小規模な爆発的噴火によって薄いテフラの層が形成されてきた。その一方で有史以降のグアジャティリの噴火に関する記録は乏しく、噴火の歴史について知られていることはわずかである。火山爆発指数2の噴火は、1825年±25年、1913年、1959年7月、そして1960年12月に起きている。この他には1908年に確証のない噴火があり、1862年、1864年、1870年、1902年、1904年、1987年にも詳細な情報に欠ける噴火が報告されている。放射性炭素年代測定から導かれた結論は過去200年の間に少なくとも1回は噴火が起きていたことを示している。
1985年12月には蒸気の放出の増加が観測され、当初はアコタンゴの火山が発生源と考えられていたが、後にグアジャティリの噴火に伴う放出であった可能性も指摘されている。2015年5月には地震活動が増加し、火山の上空に高さ200メートルの噴煙が現れたことに伴いチリ地質鉱業局が火山の警戒レベルを引き上げたが、7月には活動が低下したために警戒レベルを引き下げた。
グアジャティリでは浅い地点を震源とする地震と散発的に起こる群発地震が観測されているが、このような群発地震の内の1つは2001年のペルー南部の地震によって誘発された。その一方で衛星画像に基づく情報からは火山構造が継続的に変化している証拠は見られない。

## 噴気活動

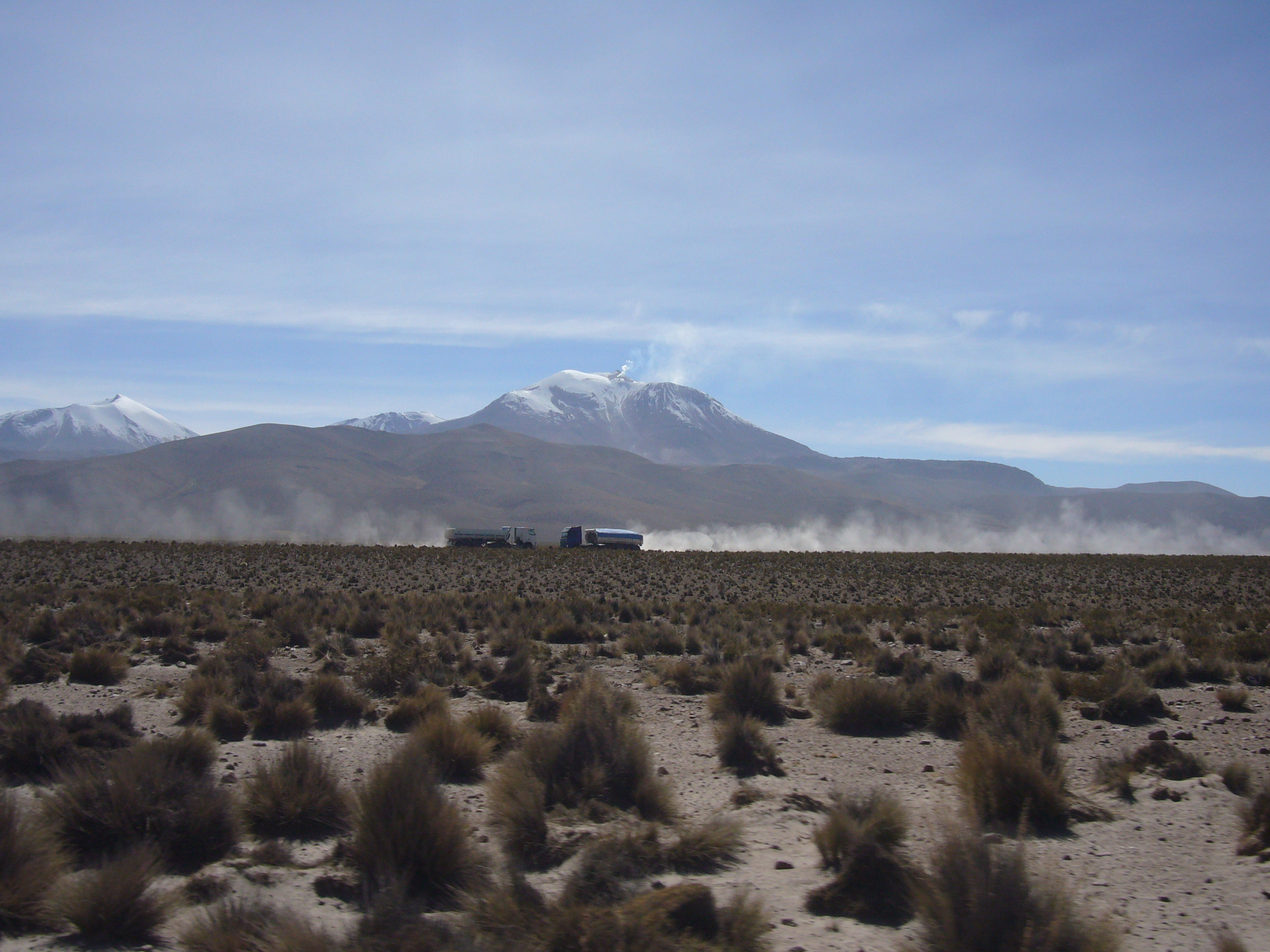
チリのRuta A-235の道路と噴煙を上げているグアジャティリ

グアジャティリには活発に活動している噴気地帯が存在し、泥泉の存在も報告されている。噴気孔が存在する主な領域は2つあり、1つは山頂から50メートル下った西側の山腹の領域、もう1つは南南西の山腹の領域である。この南側の領域の噴気孔には長さ400メートルにわたる地割れの中に直線状に並んでいるものも含まれている。また、西側の山腹の上部に第3の領域を確認したとする報告もある。個々の噴気孔の中には幅6メートル、高さ3メートルに及ぶ高い煙突状となっているものもあり、頂上付近には幅5メートルの小さな爆発クレーターも複数存在する。さらに、最大で長さ15メートルに達するパホイホイ溶岩のような液体の硫黄の流れも見られる。
噴気孔の温度は83.2 °Cから265 °Cの間で測定されている。グアジャティリでは二酸化炭素と水蒸気からなるガスが生成されており、塩化水素、フッ化水素、硫化水素、メタン、二酸化硫黄なども付加的に含まれている。これらのガスは岩石とガスの激しい反応が起きている熱水系に由来すると考えられている。また、水についてはマグマに由来するものと降水に由来するものがある。南南西の山腹の噴気孔で放出されているガスと山頂付近の噴気孔で放出されているガスは組成が異なっているが、これは降水に由来する水との反応の割合の違いよって説明できる可能性がある。山頂の東北東側とより標高の低い火山の北西側では激しい熱水変質を受けた岩石が見られるが、このような熱水による変成作用は火山の噴気活動によって起こったと考えられている。

### 噴気孔の噴煙
主に山頂の噴気孔から生じている噴気雲は200キロメートル以上離れた場所からでも視認することができ、同様に赤外線の衛星画像からも確認することができる。噴気孔はジェット機のような騒音を発しており、1966年には複数の登山者が噴気孔から火が出ていたと報告している。その後、1987年11月には30分おきに黄白色の噴煙が発生する現象が起き、この時の噴煙の高さは1キロメートルに達した。また、1996年にはぱっと吐き出るような形態の噴煙も観測されている。

## 噴火の危険と監視体制
将来の噴火は溶岩ドームの形成や溶岩流の噴出を伴うと考えられているものの、これらの現象に先立って爆発的な火山現象が起き、その結果としてそれぞれ火山の西側と南側の麓に位置するアンクタとグアジャティリの集落に深刻な影響を及ぼす恐れがある。大規模な爆発的噴火が起こった場合には火山砕屑物を数百キロメートルの範囲にわたって堆積させる可能性があり、この時に放出された火山砕屑物が堆積する方角は噴火時の風向きによって左右される。ラハールに関しては集中した積雪が見られる火山の西側と南西側で発生する可能性が高く、溶岩流が大量に流れ出た場合も同様の方角に大きな影響を与えるとみられている。一方で火砕流はアンクタとグアジャティリの集落を含む火山から12キロメートル以内の範囲に影響を及ぼすと考えられている。火山はチリ国内のこれらの集落だけでなくボリビアの町も脅かす恐れがあり、グアジャティリから放出される火山灰の噴煙はパラグアイまで至る広い地域の空港に影響を及ぼす可能性がある。さらに、地域内の住民は火山災害に対して脆弱な状態に置かれており、これは広範囲に及ぶ貧困と疎外、そして低い人口密度といった状況を反映している。また、グアジャティリにおける大規模な噴火は100年単位で再発すると予想されている。
グアジャティリはチリ地質鉱業局によって国内で30番目に危険な火山に位置付けられており、同様にチリの火山の中で2番目に危険なカテゴリーに分類されている。2013年に南アンデス火山観測所（特に危険度の高いチリの火山を監視しているチリ地質鉱業局の機関）は山体の変形と地震活動の観測、そしてビデオ映像によるグアジャティリの監視を開始した。また、火山のハザードマップも公開されている。

## 神話と信仰

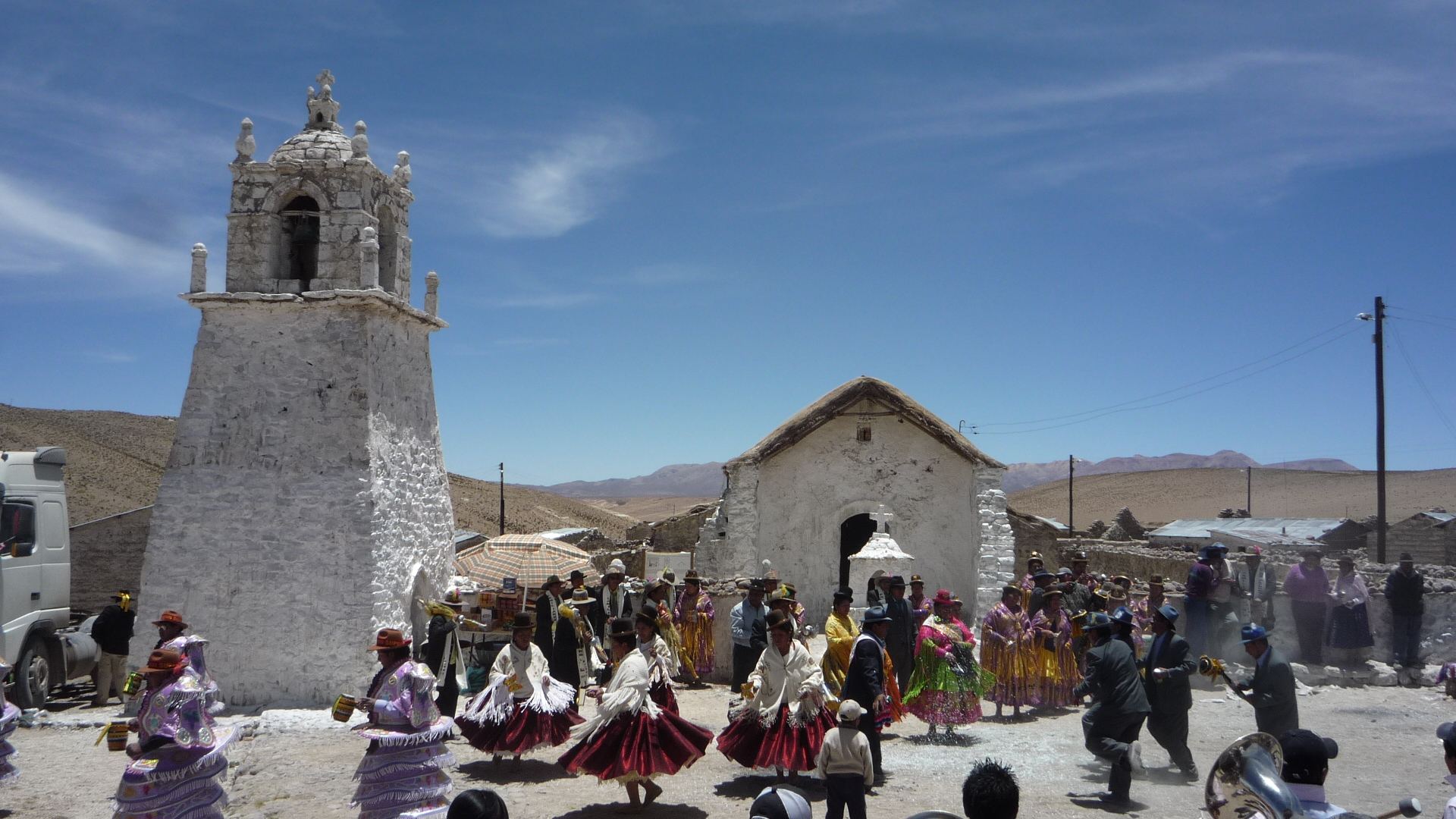
グアジャティリの村に建つ無原罪の御宿りの聖母教会。教会の入口はグアジャティリの方角を向いている。

グアジャティリはアプ、あるいはマルクと呼ばれる守護精霊を宿す山の1つだとみなされてきた。この山は今日においても地元住民によって崇拝されており、グアジャティリの村の教会は山の方角を指すように建てられている。かつてグアジャティリのアイマラ人の共同体は毎年1月1日に火山の麓の小さな丘で祝祭を催していた。この共同体の人々はグアジャティリをカプラタと呼び、妻（東の峰のマリア・カプラタ）、夫（西の峰のペドロ・カプラタ）、そして娘（中央の峰のエレーナ・カプラタ）からなる家族に見立てていた。
また、チパヤの人々の口承によれば、ソコと呼ばれる冷たい風が太平洋からアルティプラーノとグアジャティリに向かって吹いており、そのグアジャティリの火山は地獄へとつながっている。チパヤの人々はラウカ川の水はグアジャティリに源を発し、その水は地獄から直接やってくると信じていた。

## 登山
記録に残る最初の登頂は1926年に地質学者のフリードリヒ・アールフェルトによって達成された。グアジャティリの氷冠にクレバスは見られず、登山において求められる技術的な難易度は高くないものの、山頂付近では有毒ガスによる危険がある。登山では標高5,100メートル付近まで四輪駆動車で登ることが可能であり、そこから頂上までは北東または北西側の尾根を伝って5時間から6時間程度の行程である。